# Mastigoniscus microcephalus
Mastigoniscus microcephalus är en kräftdjursart som först beskrevs av Gamo 1989.  Mastigoniscus microcephalus ingår i släktet Mastigoniscus och familjen Haploniscidae. Inga underarter finns listade i Catalogue of Life.